# Yvonne Hagnauer
Yvonne Hagnauer, nata Yvonne Eugénie Pauline Even  e detta Goéland (Parigi, 9 settembre 1898 – Clamart, 1º novembre 1985), è stata una pedagoga francese.

## Biografia

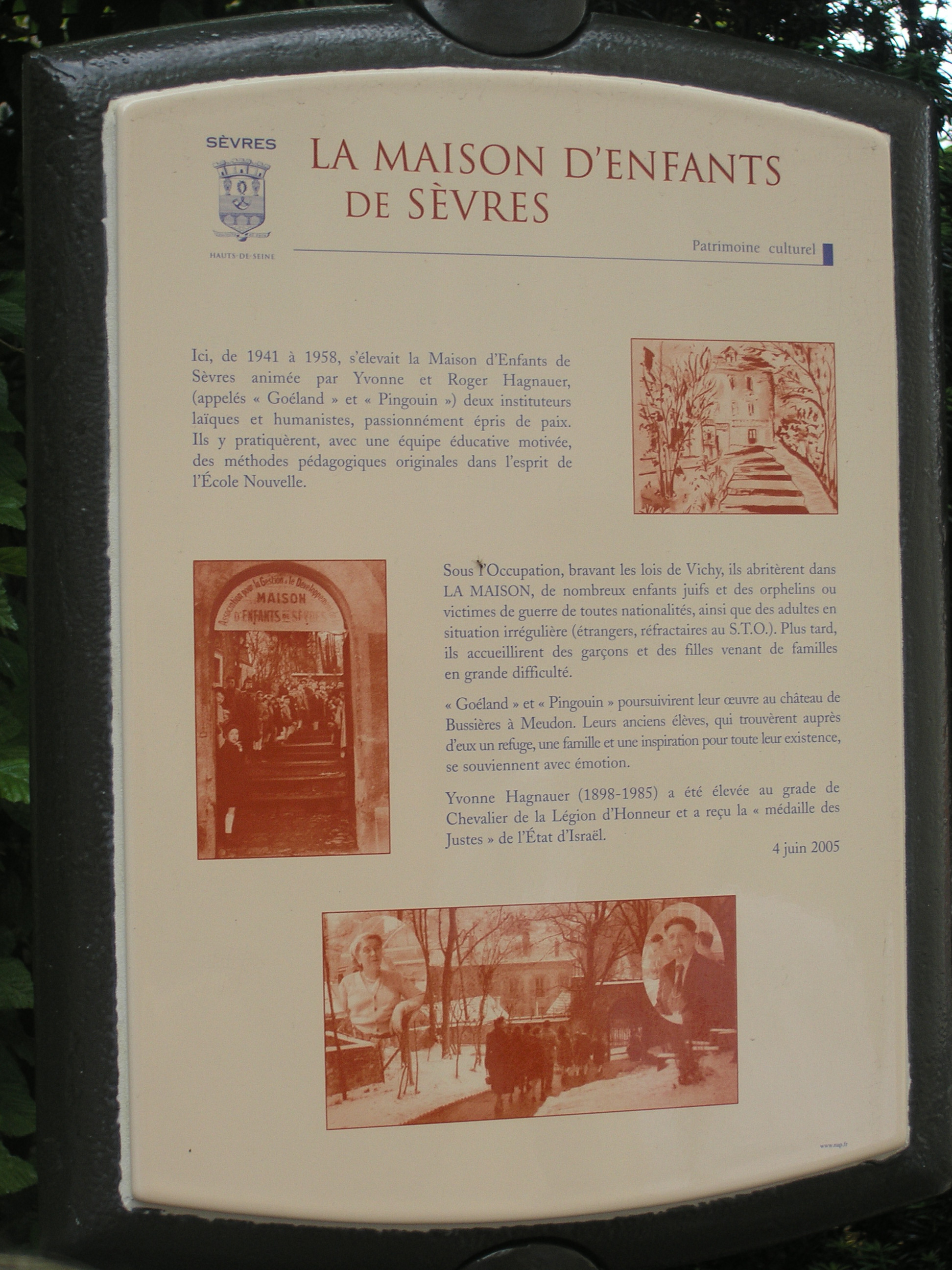
Targa commemorativa alla Maison d'enfants

Yvonne Eugénie Pauline Even nacque a Parigi da una famiglia di origine bretone che abitava nel sobborgo di Les Pavillons-sous-Bois. Il padre era un commesso viaggiatore. Yvonne divenne istitutrice nel 1918, con un certificato di istruzione generale in storia, lettere e inglese dell'Università di Cambridge.
Il 28 dicembre 1925 si sposò con Roger Hagnauer a Pavillons-sous-bois,, anche lui insegnante e attivista per i diritti umanitari. Lei divenne in seguito insegnante di inglese. Femminista e sindacalista, militava nel SNI (sindacato degli insegnanti).
Partecipò alla creazione di centri per la formazione di metodologie didattiche attive (dal 1945 noti come CEMEA). Fu anche organizzatrice del Congresso Internazionale dell'Educazione nel 1937.
Fu cofondatrice di "La ligue des femmes pour la Paix" nel settembre 1938, nel 1939 firmò il "Manifeste pour la Paix" di Louis Lecoin.
Nel 1941, insieme al marito, fondò la Maison d'enfants di Sèvres. Questa scuola ospitò gli orfani di guerra e i bambini ebrei e continuò ad operare sotto la direzione di Yvonne Hagnauer fino al 1970. Uno dei vantaggi dell'azione pedagogica di Yvonne Hagnauer a Sèvres è la sua durata (circa 30 anni) e il numero di bambini coinvolti, dai 3 anni all'adolescenza. La Maison accoglieva sia maschi che femmine e offriva ai ragazzi istruzione classica o tecnica. È tuttavia difficile comprendere la ricchezza educativa della vita di Yvonne Hagnauer poiché attualmente non esiste una biografia o una raccolta dei suoi scritti.
Fece parte della Resistenza. Nel 1974 fu insignita del titolo di Giusto tra le nazioni.
Morì a Meudon il 1º novembre 1985 all'età di 87 anni.
Il 4 giugno 2006 venne apposta una targa commemorativa in suo ricordo al 14 di rue Croix-Bosset a Sèvres.